# Hermann Uhde-Bernays
Hermann Uhde-Bernays (* 31. Oktober 1873 in Weimar; † 7. Juni 1965 in Starnberg) war ein deutscher Germanist und Kunsthistoriker.

## Leben
Hermann Uhde-Bernays war der Sohn des Journalisten Hermann Uhde (1845–1879) und dessen Ehefrau Luise Bernays (1848–1919, geborene Rübke). Nach deren zweiter Heirat war er Stiefsohn von Michael Bernays. Er besuchte das Wilhelmsgymnasium München und bestand 1893 die Abiturprüfung. Sein Stiefvater überredete ihn, Jura in München zu studieren. Doch bald erkannte Uhde-Bernays, dass er lieber in die Fußstapfen seines Vaters treten würde und bezeichnet jene Münchner Jahre im Nachhinein als 'verlorene Zeit'. Folgend studierte er Germanistik und Kunstgeschichte an den Universitäten München, Berlin und Heidelberg. 1895 wurde er Corpsschleifenträger der Franconia München. 1902 wurde er in Heidelberg zum Dr. phil. promoviert. Von 1901 bis 1903 war er als Assistent am Germanischen Nationalmuseum in Nürnberg tätig. Zu dieser Zeit verfasste er auch Theater- und Kunstkritiken für die Frankfurter Zeitung. Während einer Italienreise fasste er den Entschluss, sich ausschließlich dem Schreiben zu widmen. Er ließ sich in München nieder und übersiedelte später nach Starnberg. 1914 wurde er zum Professor ernannt. In der Zeit des Nationalsozialismus erhielt er von 1937 bis 1945 Schreibverbot. Er wurde 1946 zum Honorarprofessor für Neuere deutsche Literatur an der Universität München ernannt, hielt aber nur selten Vorlesungen. Von 1951 bis 1953 war er Mitglied der Deutschen Akademie für Sprache und Dichtung.
Uhde-Bernays verkehrte in jungen Jahren in den Kreisen um Frank Wedekind. Er war Herausgeber der Kulturzeitschriften Leipziger Monatshefte und Cicerone. Uhde-Bernays wurde am 9. Oktober 1950 zum Ehrenbürger von Starnberg ernannt. Er ist der Großvater von Bernhard Uhde.

## Veröffentlichungen (Auswahl)
- Carl Spitzweg. Des Meisters Leben und Werk. Seine Bedeutung in der Geschichte der Münchener Kunst. Delphin-Verlag, München 1914.
- Anselm Feuerbach. Insel Verlag, Leipzig 1914.
- Münchener Landschaften im 19. Jahrhundert. Delphin-Verlag, München 1921.
- Goethe und die Lithographien zum "Faust" von Eugène Delacroix. In: Philobiblon, Jg. 5 (1932), Heft 4, S. 127–130.
- Im Lichte der Freiheit. Erinnerungen aus den Jahren 1880 bis 1914. Insel-Verlag, Frankfurt 1947.

Herausgeber
- Anselm Feuerbachs Briefe an seine Mutter. 2 Bände. Meyer & Jessen, Berlin 1911.
- Anselm Feuerbach. Bilder und Bekenntnisse. Delphin-Verlag, München 1916.
- Künstlerbriefe über Kunst. Bekenntnisse von Malern, Architekten und Bildhauern aus fünf Jahrhunderten. W. Jess, Dresden 1926.